# Videojuego para móviles

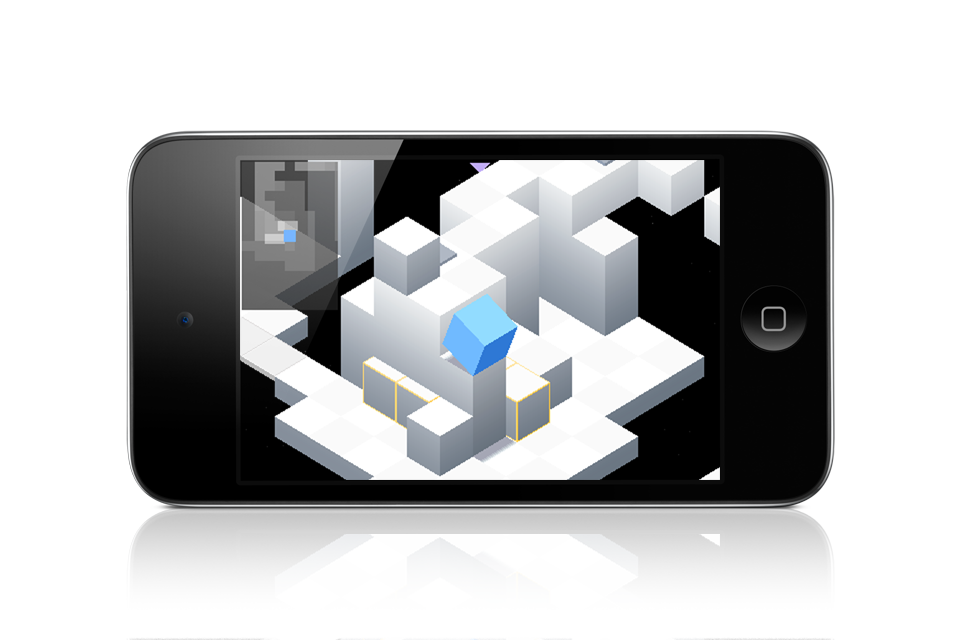
Captura de pantalla de la jugabilidad de Edge simulada en un iPod touch

Un videojuego para móviles es un videojuego que es desarrollado para jugarse en teléfonos móviles, PDA, teléfonos inteligentes y dispositivos móviles.

## Programación
Los videojuegos para móvil son desarrollados usando tecnologías como J2ME (Java2 Micro Edition) de Sun Microsystems, Brew de Qualcomm (Binary Runtime for Wireless) o ExEn de Infusión (Execution Environment). Hay otras plataformas disponibles como Symbian OS pero no son tan habituales, por su incompatibilidad entre dispositivos.
Los videojuegos para móvil tienden a ser de ámbito muy pequeño y a menudo se basan en ofrecer una buena jugabilidad a pesar de no tener unos gráficos asombrosos. Esto se debe a la falta de potencia del procesador de los dispositivos, aunque en muchas ocasiones es la propia tecnología sobre la que se programa la que realmente limita la aplicación.

## Historia
A finales de los años 1990 los teléfonos móviles todavía eran aparatos que solo servían para llamar. Algunos fabricantes como Nokia decidieron ofrecer algún tipo de entretenimiento en esos pequeños dispositivos que tenían botones y una pantalla LCD en blanco y negro, compañías como Nokia o Philips introdujeron pequeños juegos basándose en las primeras arcade y consolas de principios de los años 1980; jamás pensaron que esto revolucionaría el mundo de los videojuegos portátiles. Estos juegos fueron evolucionando y algunos ofrecían la posibilidad de desbloquear niveles pagando al operador o conectándose a Internet. Mientras, en Japón se lanzaron los primeros móviles programables con tecnología Java I-mode-doja. Hasta ese momento los videojuegos en los móviles estaban integrados en el teléfono y programados directamente en código máquina y grabados en la memoria ROM del móvil, pero con los móviles programables, había una zona de memoria donde se podían grabar datos, y se podía utilizar un lenguaje de desarrollo como Java y un cable USB o una conexión a Internet para introducir el programa en el móvil. La finalidad de esto era el desarrollo de pequeñas aplicaciones tipo calculadoras, notas, y no videojuegos. Pero aun así algunas empresas como la francesa Gameloft desarrollaron videojuegos en blanco y negro para esas pequeñas pantallas y resultaron un éxito. Los móviles fueron evolucionando y con ellos la memoria, potencia y los lenguajes de programación de los mismos, Symbian OS, J2ME 2.0, doja 1.5... Actualmente el mercado de los videojuegos para móviles es más grande que cualquier otro mercado de videojuegos portátiles, teniendo cifras de ventas elevadas. Como aplicaciones para el futuro se esperan videojuegos en 3D y videojuegos en red a través de teléfono o Wi-Fi o Bluetooth.